# تنظیم خانواده در بنگلادش
برنامه‌ریزی برای تنظیم خانواده در بنگلادش توسط سازمان‌های دولتی و با حمایت سازمان‌های غیردولتی انجام می‌شود.اداره کل تنظیم خانواده، سازمان دولتی مسئول تنظیم خانواده در بنگلادش است. ماری استوپس بنگلادش یک سازمان غیردولتی بین‌المللی است که خدمات تنظیم خانواده را در بنگلادش ارائه می‌دهد.
در سال ۱۹۷۵، جمعیت بنگلادش ۷۶٫۳ میلیون نفر بود و تا سال ۲۰۲۰، جمعیت به ۱۶۴٫۷ میلیون نفر رسید.بنگلادش دارای نرخ باروری ۲٫۰۱ است که بر اساس گزارش صندوق جمعیت سازمان ملل متحد، آن را به یک «کشور کم باروری» تبدیل می‌کند.بنگلادش دارای تراکم جمعیتی بالایی با حدود ۱۱۲۳٫۸۵ نفر در هر کیلومتر مربع است. از زمان استقلال، بنگلادش نرخ باروری کل خود را به ۲٫۰۱ کاهش داده‌است، به این معنی که زنان به‌طور متوسط ۲٫۰۱ فرزند دارند. در اینطرح و بدون مهاجرت، جمعیت یک کشور نه رشد می‌کند و نه کاهش می‌یابد. برنامه‌های تنظیم خانواده بنگلادش در سال‌های اخیر ضعیف شده‌است.

## پیشینه
در سال ۱۹۵۰، تنظیم خانواده توسط داوطلبان پزشکی و مددکاران اجتماعی معرفی شد. در سال ۱۹۶۵، حکومت پاکستان برنامه تنظیم خانواده را در پاکستان شرقی آغاز کرد. در سال ۱۹۷۶، دولت بنگلادش رشد سریع جمعیت را به عنوان مشکل شماره یک کشور اعلام کرد. بنگلادش از زمان استقلال خود رشد سریع جمعیتی را تجربه کرده‌است. این نتیجه نرخ بالای باروری، افزایش امید به زندگی و کاهش نرخ مرگ و میر بود. در سال ۱۹۷۵، نرخ باروری کل ۶٫۳ بود که تا سال ۲۰۱۱ به ۲٫۳ کاهش یافت، طبق داده‌های جمع‌آوری شده توسط بررسی سلامت جمعیت بنگلادش در سال 2011. این نظرسنجی نشان داد که اکثر زنان دو یا چند فرزند دارند. همچنین مشخص شد که اکثریت زنان در بنگلادش ترجیح می‌دهند دو یا کمتر فرزند داشته باشند. از سال ۲۰۱۱، نرخ باروری کل در ۲٫۳ باقی ماند، طبق کنفرانس بین‌المللی تنظیم خانواده، تنظیم خانواده در بنگلادش از آن زمان تاکنون بهبود نیافته‌است. بر اساس گزارش لنست، مرگ و میر نوزادان از ۱۶۰۳۰۰ در سال ۲۰۰۰ به ۸۳۱۰۰ تا سال ۲۰۱۵ کاهش یافت. بنگلادش از نظر تعداد مرده زایی در رتبه هفتم جهان قرار دارد. بررسی سلامت جمعیتی بنگلادش در سال ۲۰۱۴ نشان داد که ۳۳ درصد از نوجوانان ۱۵ تا ۱۹ ساله باردار بودند. شصت و شش درصد از جمعیت قبل از ۱۹ سالگی زایمان می‌کنند. خدمات خانواده توسط صندوق جمعیت سازمان ملل متحد در بنگلادش پشتیبانی می‌شود.

## ازدواج در سنین پایین
بر اساس برآوردهای رسمی دولت در بنگلادش، ۶۵ درصد از دختران قبل از تولد ۱۸ سالگی ازدواج کرده‌اند. ۶۰ درصد از عروس‌های کودک در سن ۱۹ سالگی صاحب فرزند می‌شوند و ۱۰ درصد از آنها در سن ۱۵ سالگی صاحب فرزند می‌شوند. قانون جزایی بنگلادش سن رضایت را ۱۴ سال تعیین می‌کند، در حالی که رابطه جنسی قبل از ازدواج از نظر اجتماعی مورد انتقاد قرار می‌گیرد. طبق قانون محدودیت ازدواج کودکان-۲۰۱۷، ازدواج کودکان در صورتی که به نفع دختر خردسال و با رضایت والدین باشد در بنگلادش قانونی خواهد بود.
| تحصیلات                | نرخ باروری کل | درصد زنان ۱۵ تا ۴۹ ساله در حال حاضر باردار هستند | میانگین تعداد فرزندانی که از زنان ۴۰ تا ۴۹ ساله متولد شده‌اند |
| ---------------------- | ------------- | ------------------------------------------------ | ------------------------------------------------------------ |
| بدون تحصیل             | ۲٫۶           | ۱٫۴                                              | ۴                                                            |
| ابتدایی ناقص           | ۲٫۶           | ۴٫۲                                              | ۳٫۹                                                          |
| دبستان                 | ۲٫۴           | ۵٫۳                                              | ۳٫۷                                                          |
| تحصیلات دبیرستانی ناقص | ۲٫۳           | ۵٫۶                                              | ۳٫۲                                                          |
| دیپلم و بالاتر         | ۲٫۲           | ۶٫۱                                              | ۲٫۴                                                          |

## باروری
نرخ باروری کل ۲٫۳ فرزند به ازای هر زن در سال ۲۰۱۹ بود. میانگین سن اولین تولد در میان زنان در سنین باروری ۱۸٫۶ سال است. ۴۳ درصد زنان قبل از رسیدن به ۱۸ سالگی زایمان کرده‌اند. میزان باروری با سطح تحصیلات رابطه معکوس دارد. زنان بدون تحصیلات ابتدایی یا ناقص به‌طور متوسط ۲٫۶ فرزند دارند، در حالی که زنان با تحصیلات متوسطه یا بالاتر به‌طور متوسط ۲٫۲ فرزند دارند. در بنگلادش، میانگین سن اولین تولد در میان زنان ۲۰ تا ۴۹ ساله ۱۸٫۶ سال است. ۲۸ درصد از زنان ۱۵ تا ۱۹ ساله شروع به بچه دار شدن کرده‌اند. فرزندآوری در میان نوجوانان شهری کمتر از نوجوانان روستایی است (۲۳ درصد در مقابل ۲۹ درصد).
| سال  | روش مدرن | روش سنتی |
| ---- | -------- | -------- |
| ۱۹۹۹ | ۴۴       | ۱۰       |
| ۲۰۰۴ | ۴۸       | ۱۰       |
| ۲۰۰۷ | ۴۸       | ۸        |
| ۲۰۱۱ | ۵۲       | ۹        |
| ۲۰۱۴ | ۵۴       | ۸        |
| ۲۰۱۸ | ۵۲       | ۱۰       |

## خدمات تنظیم خانواده
در سال ۱۳۹۵، ۸۶ درصد از مراکز بهداشتی درمانی خدمات نوین تنظیم خانواده را ارائه کردند. اما ۳۱ درصد از بیمارستان‌های منطقه و ۷۵ درصد از مراکز خصوصی هنوز روش‌های تنظیم خانواده را ارائه نمی‌دهند. فقط ۱/۴ از امکانات ضدبارداری برگشت‌پذیر طولانی‌اثر یا روش‌های دائمی ارائه می‌دهند و حتی تعداد کمتری نیز عقیم‌سازی مردانه یا زنانه را ارائه می‌دهند. قرص‌های ترکیبی خوراکی یا حاوی پروژسترون و کاندوم‌های مردانه (هر کدام ۸۵ درصد) رایج‌ترین روش‌های موقت مدرن هستند. بیش از ۶۰٪ از امکانات فقط تزریق پروژسترون را ارائه می‌دهند. یک چهارم آنها تمام امکانات IUCD را ارائه می‌دهند و بخش کوچکی (۶٪) ایمپلنت‌های یک یا دو میله ای را ارائه می‌دهند.